# Cesc Gelabert
Cesc Gelabert, de nombre completo Francesc Gelabert Usle, (Barcelona, 1953) es un bailarín y coreógrafo español de Cataluña, de renombre internacional y pionero de la danza contemporánea en España. Junto a Lydia Azzopardi, es el fundador y director de la compañía de danza Gelabert-Azzopardi Companyia de Dansa desde 1985.

## Biografía
Nacido en Barcelona, Cesc Gelabert empieza a estudiar danza en el estudio de Ana Maleras en 1969 y aprofundiza su formación con classes de jazz y contemporáneo. En paralelo, no deja de practicar el fútbol, por el que siente una gran afición, e inicia estudios de arquitectura en la universidad Politécnica de Barcelona. Crea su primera coreografía en 1972 y al año siguiente su primer solo, Acció-0, en colaboración con el pintor y escenógrafo Frederic Amat. Se marcha a Londres donde recibe clases de Matt Mattox.
De vuelta a Barcelona, crea su primera compañía de danza y en 1976 empieza a actuar en el Teatro Lliure. En 1978 se marcha a Nueva York, donde participa en coreografías colectivas y realiza solos. El éxito de su espectáculo My Old Corduroy Suit en el Teatro Kitchen le integra definitivamente en el panorama de la danza contemporánea de la ciudad.
Vuelve a Barcelona en 1980 donde empieza a trabajar con la bailarina Lydia Azzopardi. En 1985 su primer espectáculo de gran formato en común, Desfigurat, dará lugar a la creación de la compañía que lleva el nombre de ambos. El mismo año el fundador del Teatro Lliure, Fabià Puigserver, les ofrece producir sus espectáculos como compañía residente y asociada. Sus creaciones Requiem (Verdí), en 1987, y Belmonte, en 1988, son consideradas como hitos en la historia de la danza en España. En ambas, Cesc Gelabert contó con la colaboración de Carles Santos para la música y Frederic Amat para el vestuario y la escenografía. La compañía sale entonces de gira por España y participa en festivales internacionales de Europa e Iberoamérica.
A finales de los años 1980, a raíz del encuentro con Nele Hertling, directora del Hebbel Theater de Berlín, la compañía Gelabert-Azzopardi inicia una co-residencia en ese teatro berlinés, que durará hasta 2003. En aquellos años Cesc conoce y colabora con el coreógrafo alemán Gerhard Bohner con el que le unirá una gran amistad. A la muerte de éste en 1992, Cesc crea los espectáculos Im Goldenen Schnitt I y Im Goldenen Schnitt II en los que reinterpreta coreografías de Bohner. Ambos espectáculos realizaron largas giras internacionales de éxito e Im Goldenen Schnitt I se seguía representando a principios de la década de 2010.
Desde 2003, la compañía Gelabert-Azzopardi es compañía residente de Teatro Lliure de Barcelona. En 2003 y 2004, Cesc Gelabert creó la coreografía de los solos In a Landscape para Mikhail Baryshnikov, y The Measurer para David Hughes. Creó también coreografías para el Balletto di Toscana (Florencia, Italia), el Tanztheater Komische Oper (Berlín), el Ballet Gulbenkian (Lisboa, Portugal) y la compañía Larumbe Danza (Coslada, Madrid).

## Premios
Cesc Gelabert ha recibido numerosos galardones, entre otros:
- la Medalla de Oro al Mérito en las Artes Escénicas y el Premio Nacional de Danza, que concede el Ministerio de Cultura de España
- el Premio Nacional de Danza de la Generalidad de Cataluña
- el Premio Ciudad de Barcelona (1987 y 2005)
- el Premio Max de las Artes Escénicas al Mejor Coreógrafo y al Mejor Intérprete Masculino de Danza (2004 y 2005)
- el The Herald 2004
- el Angel Award del Festival Internacional de Edimburgo

## Coreografías
- Defigurat (1986)
- Requiem de Verdi (1987)
- Belmonte (1988)
- Belmonte II (1991)
- El somni d'Artemis (1991)
- Kaalon Kakoon (1992)
- Augenlid (1993)
- El jardiner (1994)
- Armand Dust (1995)
- Armand Dust II / Thirst (1996)
- Zumzum Ka (1998)
- Useless (2000)
- 8421 Viene regando... (2003)
- Glimpse (2004)
- Psitt!! Psitt!! Caravan (2005)
- Orion (2007)
- Sense Fi Conquassabit (2009)
- Belmonte (1988) (2010)

## Solos
- Bujaraloz (1982)
- Suspiros de España (1984)
- Vaslav (1989)
- Pops amb potes de camell (1990)
- Ninety-nine blows (1990)
- Muriel's variation (1994)
- Im (goldenen) Schnitt I (1996)
- Im (goldenen) Schnitt II (1999)
- Preludis (2002)
- Glimpse (2004)

## Danza comunitaria
- No hay coreografía más importante que la de un abrazo (2017) propuesta en vídeo para Festival Trayectos